# Ferngespräch

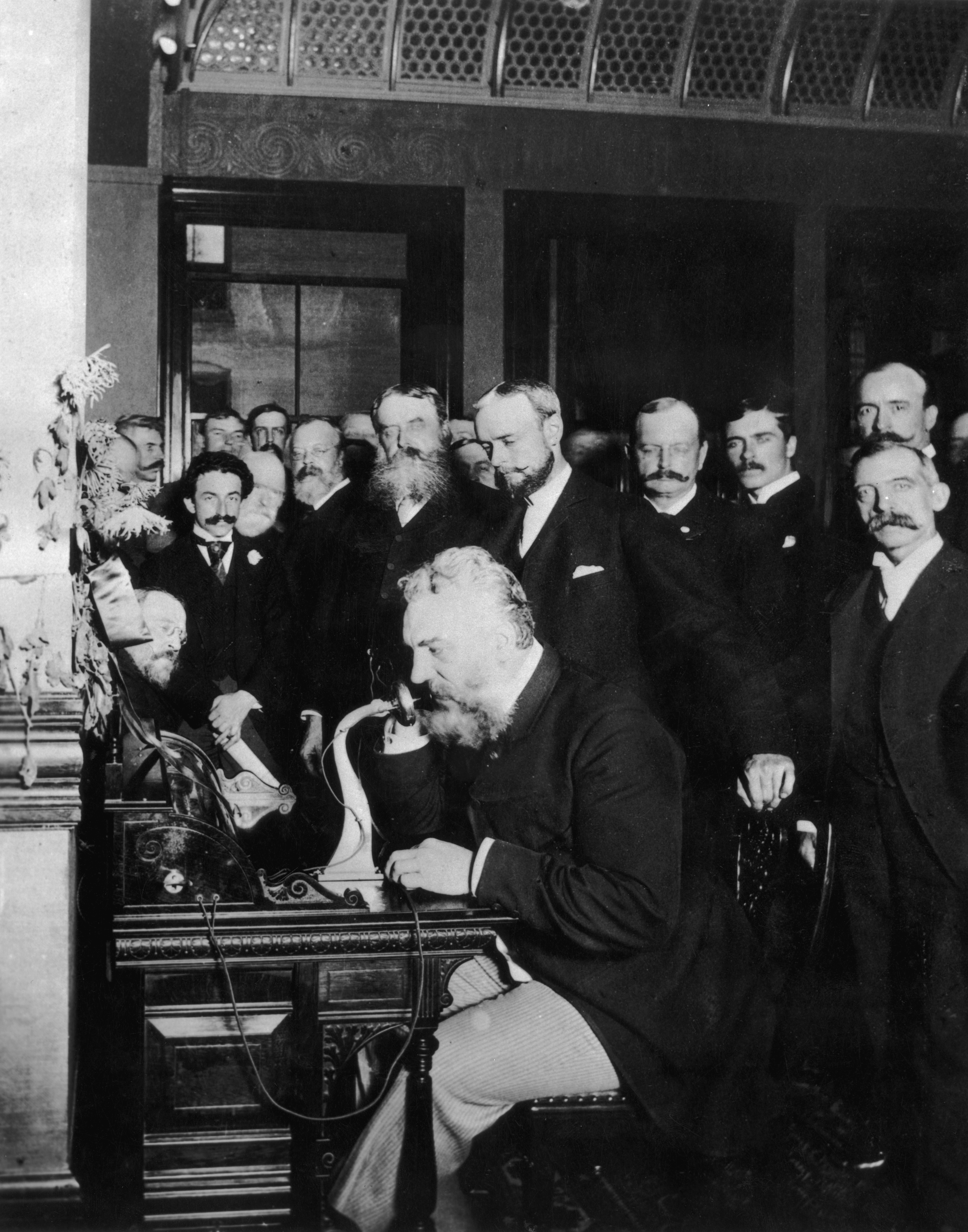
Alexander Graham Bell eröffnet 1892 die erste Fernsprechverbindung von New York nach Chicago

Ein Ferngespräch ist ein Telefongespräch zwischen zwei Fernsprechteilnehmern im Festnetz, die nicht demselben Ortsnetz angehören. Beim Wählen der Telefonnummer stellt der Anrufende deshalb üblicherweise die Telefonvorwahl voran. Das Gespräch wird im Selbstwählferndienst oder durch eine Fernvermittlungsstelle hergestellt.
Gegenstück zum Ferngespräch ist das Ortsgespräch, das innerhalb desselben Ortsnetzes geführt wird. Das Ferngespräch kann national und international getätigt werden.

## Geschichte
Ferngespräche gab es bereits am Anfang der Geschichte der Telefonie. Nebenstehendes Foto von Alexander Graham Bell, dem Erfinder des Telefons, verbürgt dessen Teilnahme an der ersten Fernsprechverbindung zwischen den US-amerikanischen Städten New York und Chicago im Jahr 1892.
In den 1970er Jahren umfasste der Ferngesprächsverkehr Gespräche innerhalb der Bundesrepublik Deutschland (einschließlich Westberlin), die  außerhalb des eigenen Ortsnetzes geführt wurden, ebenso innerhalb der DDR (einschließlich Ostberlin), außerdem die Verbindungen aus beiden deutschen Staaten ins Ausland und auch von einem deutschen Staat in den jeweils anderen. Von der BRD aus bestand ins Ausland ein Selbstwählverkehr wenigstens mit den Beneluxländern, Frankreich, der Schweiz, Österreich, Dänemark und einigen anderen Ländern. Außerdem konnte von der BRD aus auch Ost-Berlin als einziges DDR-Ortsnetz bereits in den 70er Jahren direkt angewählt werden (Vorwahl: 00 37 2). Wenn keine Selbstwahl möglich war, mussten Ferngespräche zwischen den beiden deutschen Staaten untereinander bzw. von beiden deutschen Staaten ins Ausland beim Fernamt angemeldet und von dort handvermittelt hergestellt werden. Dafür wurde eine Mindestgebühr von drei Minuten Sprechdauer erhoben. Sobald aber der Selbstwählferndienst eingeführt worden war, musste der Fernsprechteilnehmer diesen nutzen und konnte dadurch auch zu bestimmten Tageszeiten (vor allem nachts) von Gebührenermäßigungen profitieren. Der Rufnummer voranzustellen war eine Null als Verkehrsausscheidungsziffer und die eigentliche Ortsnetzkennzahl nach dem Amtlichen Verzeichnis der Ortsnetzkennzahlen (AVON), einer Beilage zum amtlichen Fernsprechbuch.
1967 wurden aus den Niederlanden je Sprechstelle 304 Ferngespräche geführt. Aus Dänemark waren es 277, aus der Bundesrepublik Deutschland 219, danach folgten Schweden (170), die Deutsche Demokratische Republik (166) und Frankreich (144 Gespräche). Aus den USA waren es zur selben Zeit nur 54, aus Kanada 42, aus Argentinien 39 Gespräche. Der Anteil der selbstgewählten Gespräche wuchs in der BRD kontinuierlich von einem Anteil von 9,8 Prozent im Jahr 1950, 47 Prozent im Jahr 1955 bis auf 78,9 Prozent im Jahr 1960. Seit 1965 lag er bei etwa 95 Prozent; seitdem ist die Selbstwahl der Regelfall.
Bis zum Aufkommen der Flatrates in der Sprachtelefonie war das Ferngespräch meist teurer als ein gleich langes Ortsgespräch.